# Каймгандж
Каймгандж — місто в окрузі Фаррукабад, штат Уттар-Прадеш, Індія.

## Історія та географія
Каймгандж розташований на лівому березі Ганга, за 10 км від стародавнього міста Кампілая. Місто було засновано навабом Мохаммедом-ханом Бангашем та названо на честь його сина — Кайм-хана, який став першим правителем міста.
Відомим жителем міста був третій президент незалежної Індії Закір Хусейн.